# ماکیا دایزرنیا
ماکیا دایزرنیا (به ایتالیایی: Macchia d'Isernia) یک کومونه در ایتالیا است که در استان ایسرنیا واقع شده‌است.

## خصوصیات
ماکیا دایزرنیا ۱۷٫۹ کیلومترمربع مساحت و ۹۳۰ نفر جمعیت دارد و ۳۶۰ متر بالاتر از سطح دریا واقع شده‌است.